# Операція «Гальбед»
Операція «Гальбед» (англ. Operation Halberd) — військова операція, що проводилася у вересні 1941 року силами Королівського військово-морського флоту Великої Британії з метою проведення конвою на Мальту під час битви на Середземному морі.
Операція «Гальбед» проводилася силами британського флоту в спробі доставити конвой з Гібралтару на Мальту. Конвой транспортних суден супроводжували кілька лінійних кораблів і авіаносець, що охороняли транспорт від італійського надводного флоту, водночас у близькому супроводі крейсери і есмінці забезпечували прикриття з повітря.
Італійський флот вийшов у море, після того, як повітряна розвідка виявила конвой, але повернув назад, дізнавшись про міць ескорту. Внаслідок повітряних атак італійських бомбардувальників і винищувачів було пошкоджено декілька суден, одне з торговельних суден дістало сильні пошкодження й вимушено було затоплене. Решта конвою прибула на Мальту і доставила свої вантажі без втрат.